# Tom Sundby
Tom Sundby (Larvik, 15 dicembre 1960) è un ex calciatore norvegese, di ruolo centrocampista.

## Biografia
È il figlio di Reidar Sundby, ex calciatore norvegese.

## Carriera

### Club
Sundby iniziò la carriera nel Larvik Turn. Nel 1981, si trasferì al Lyn Oslo, per poi essere acquistato dal Lillestrøm, con l'obiettivo di sostituire l'appena ritirato Tom Lund. Sundby vinse il campionato 1986 con la squadra. Passò poi all'Iraklis, per cui giocò 3 stagioni nella massima divisione greca.

### Nazionale
Sundby giocò 39 partite per la Norvegia, con 6 reti all'attivo. Esordì il 15 giugno 1983, nel pareggio per 1-1 contro la Finlandia: sostituì Øivind Tomteberget. Il 16 ottobre 1985 segnò la prima rete, nella sconfitta per 5-1 contro la Danimarca.

## Palmarès

### Club

#### Competizioni nazionali
- Coppa di Norvegia: 1

Lillestrøm: 1985